# Кривоцюк Антон Вікторович
Антон Вікторович Кривоцюк (азерб. Anton Viktor oğlu Krivotsyuk; нар. 20 серпня 1998, Київ, Україна) — азербайджанський футболіст українського походження, захисник корейського клубу «Теджон Сітізен» та національної збірної Азербайджану.

## Клубна кар'єра
Вихованець українського футболу. На професійному рівні дебютував 10 вересня 2016 року в матчі чемпіонату Азербайджану «Нефтчі» — «Габала» (0:8), в якому вийшов на заміну на 47-й хвилині за рахунку 0:5. У сезоні 2017/18 років посів з клубом третє місце в чемпіонаті та в липні 2018 року дебютував в єврокубках, відігравши два матчі у кваліфікації Ліги Європи проти угорського «Уйпешта».

## Кар'єра в збірній
З Азербайджаном Кривоцюка пов'язує лише те, що його батько служив у радянській армії на території Азербайджанської РСР. Захисник отримував запрошення до юнацької та навіть національної збірних Азербайджану ще під час виступів за київську «Зірку» в чемпіонаті Києва під егідою Дитячо-юнацької футбольної ліги України.
У 2015—2016 роках запрошувався до юнацьких збірних Азербайджану. В 2017—2019 роках виступав за молодіжну збірну країни. Вперше брав участь у зборах національної збірної Азербайджану ще в лютому 2015 року, але дебютував за чотири роки потому, 25 березня 2019 року, вийшовши у стартовому складі своєї команди в нічийному (0:0) товариському матчі проти збірної Литви.

## Статистика виступів

### У збірній
| Дата      | Місто   | Господарі   | Результат | Гості       | Турнір            | Голи | Примітки |
| --------- | ------- | ----------- | --------- | ----------- | ----------------- | ---- | -------- |
| 25-3-2019 | Баку    | Азербайджан | 0 – 0     | Литва       | товариський матч  | -    |          |
| 8-6-2019  | Баку    | Азербайджан | 1 – 3     | Угорщина    | Відбір до ЧЄ 2020 | -    |          |
| 11-6-2019 | Баку    | Азербайджан | 1 – 5     | Словаччина  | Відбір до ЧЄ 2020 | -    | 70'      |
| 6-9-2019  | Кардіфф | Уельс       | 2 – 1     | Азербайджан | Відбір до ЧЄ 2020 | -    | 81'      |
| 8-6-2019  | Баку    | Азербайджан | 1 – 3     | Угорщина    | Відбір до ЧЄ 2020 | -    | 62'      |
| Усього    |         | Матчів      | 5         |             | Голів             | 0    |          |

## Титули і досягнення
Чемпіонат Азербайджану:
- Чемпіон: 2020/21
- Срібний призер (2): 2018/19, 2019/20
- Бронзовий призер: 2017/18